# Nicolien Sauerbreij
Nicolien Sauerbreij, née le 31 juillet 1979 à De Hoef, est une snowboardeuse néerlandaise spécialiste des slalom et slalom géant parallèles.

## Carrière
Elle fait ses débuts en Coupe du monde en 1996. En deux participations olympiques, en 2002 et 2006, la Néerlandaise n'est jamais parvenue à figurer dans les dix premières places se contentant d'une 24e place lors de sa première participation et d'une 12e quatre années plus tard. En 2002 pourtant, Nicolien Sauerbreij, alors porte-drapeau de la délégation néerlandaise, pouvait prétendre au podium puisque deuxième mondiale au classement général des épreuves parallèles en Coupe du monde. Cependant, un mauvais choix de fart l'empêche de passer les qualifications. Quatre années plus tard à Turin, elle ne manque pas les qualifications du slalom géant parallèle mais est éliminée dès le premier tour du tableau final par l'Allemande Amelie Kober. L'année suivante, la snowboardeuse termine au pied du podium lors des Mondiaux 2007. En 2008, elle remporte pour la première fois la coupe du monde de sa spécialité après avoir échoué au second rang mondial en 2002 et 2003. Elle remporte la médaille d'or aux Jeux olympiques 2010 dans l'épreuve de slalom géant parallèle en snowboard.

## Palmarès

### Jeux olympiques
- Championne olympique dans l'épreuve de slalom géant parallèle en 2010 à Vancouver.

### Championnats du monde
- Médaille d'argent en slalom parallèle aux Championnats du monde 2011.

### Coupe du monde
- 1 gros globe de cristal :
  - Vainqueur du classement général de la Coupe du monde en 2008.
- 2 petits globe de cristal :
  - Vainqueur du classement parallèle en 2008 et 2010.
- 22 podiums dont 7 victoires en carrière.

## Distinctions
- Chevalier de l'ordre du Lion néerlandais